# Ellington, Cambridgeshire
Ellington är en ort och civil parish i distriktet Huntingdonshire i grevskapet Cambridgeshire i England. Folkmängden uppgår till cirka 600 invånare.